# Leon Simon (Politiker)
Leon Simon (* 1881 in Southampton; † 1965 in London) war ein britischer Zionistenführer und Mitautor der Balfour-Deklaration von 1917.
Simon war Sohn des Rabbis Isadore Simon der orthodoxen South Manchester Synagogue, Sydney St. Er besuchte die Manchester Grammar School und studierte Philosophie und alte Geschichte (Greats) an der Universität Oxford, um in den öffentlichen Dienst einzutreten. Dort stieg er bis in die Leitung des General Post Office auf, bevor er 1944 berentet wurde.

## Zionist und Autor
Aktiv im religiösen Umfeld von Chaim Weizmann, dessen Familie aus dem heutigen Belarus nach Manchester zugewandert war, gehörte Simon zur ersten Generation führender britischer Juden, die den Zionismus der konventionellen Religiosität vorzogen. Simons Mentor und Freund war der Protozionist Ahad Ha'am (Asher Zvi Hirsch Ginsberg). Zur sogenannten Manchester School for Zionism, die Propaganda und Traktate zum jüdischen Nationalismus publizierte, zählten neben Simon noch Harry Dagut und Symon Massel, die ebenfalls Kinder bzw. Enkel von Rabbis waren. Finanziert wurden sie von Israel Sieff und Simon Marks (Marks & Spencer), ediert von Harry Sacher. Einige Beiträge lieferte Herbert Sidebotham vom Manchester Guardian.
Simon führte als Mitglied von Weizmanns jüdischem politischem Komitee während des Ersten Weltkrieges Gespräche mit der Regierung David L. George über die Errichtung eines jüdischen Staates in Palästina. Sein Entwurf der Balfour-Deklaration, geschrieben auf Papier des Londoner Hotel Imperial am 17. Juli 1917, wurde 2005 über Sotheby’s für 884.000 US$ in New York versteigert.

## Werke
- Zionism and the Jewish Problem (1917)
- Ahad Ha-Am (1927, Biographie)
- Synopsis of the Haskalah Movement (1934)
- The Elements of Zionism for Young Zionists (1934)